# Basketball Bundesliga 2008-09
La Basketball Bundesliga 2008-09 fue la edición número 43 de la Basketball Bundesliga, la primera división del baloncesto profesional de Alemania. El campeón fue el EWE Baskets Oldenburg, que lograba su primer título, mientras que los dos equipos que les correspondía descender a la ProA, LTi Gießen 46ers y Eisbären Bremerhaven, fueron finalmente repescados al desaparecer por problemas económicos el Köln 99ers y descender el Giants Nördlingen.

## Equipos
| Equipo                           | Ciudad       | Arena                      | Capacidad |
| -------------------------------- | ------------ | -------------------------- | --------- |
| Brose Baskets                    | Bamberg      | Stechert Arena             | 6,800     |
| Alba Berlin                      | Berlin       | O2 World Berlin            | 14,500    |
| Telekom Baskets Bonn             | Bonn         | Telekom Dome               | 6,000     |
| New Yorker Phantoms Braunschweig | Braunschweig | Volkswagen Halle           | 6,600     |
| Eisbären Bremerhaven             | Bremerhaven  | Bremerhaven Stadthalle     | 4,050     |
| Giants Düsseldorf                | Düsseldorf   | Burg-Wächter Castello      | 3,670     |
| Fraport Skyliners                | Frankfurt    | Fraport Arena              | 5,002     |
| LTi Gießen 46ers                 | Gießen       | Sporthalle Gießen-Ost      | 4,003     |
| BG Göttingen                     | Göttingen    | Sparkassen-Arena           | 3,447     |
| Giants Nördlingen                | Nördlingen   | Hermann-Kessler Halle      | 3,000     |
| Köln 99ers                       | Colonia      | GEW Energy Dome            | 3,232     |
| MHP Riesen Ludwigsburg           | Ludwigsburg  | Rundsporthalle Ludwigsburg | 3,008     |
| EWE Baskets Oldenburg            | Oldenburg    | Große EWE Arena            | 6,069     |
| Paderborn Baskets                | Paderborn    | Sportzentrum Maspernplatz  | 3,014     |
| Artland Dragons                  | Quakenbrück  | Artland-Arena              | 3,000     |
| TBB Trier                        | Trier        | Arena Trier                | 5,900     |
| Walter Tigers Tübingen           | Tübingen     | Paul Horn-Arena            | 3,132     |
| ratiopharm ulm                   | Ulm          | Ratiopharm Arena           | 6,000     |

## Resultados

### Temporada regular
|     | Equipo                  | J  | G  | P  | PF    | PC    | Pts | Clasificación     |
| --- | ----------------------- | -- | -- | -- | ----- | ----- | --- | ----------------- |
| 1.  | ALBA Berlin             | 34 | 26 | 8  | 2.712 | 2.392 | 52  | playoffs          |
| 2.  | MEG Göttingen           | 34 | 25 | 9  | 2.566 | 2.396 | 50  | playoffs          |
| 3.  | EWE Baskets Oldenburg   | 34 | 25 | 9  | 2.667 | 2.488 | 50  | playoffs          |
| 4.  | Telekom Baskets Bonn    | 34 | 22 | 12 | 2.564 | 2.478 | 44  | playoffs          |
| 5.  | ratiopharm Ulm          | 34 | 21 | 13 | 2.678 | 2.644 | 42  | playoffs          |
| 6.  | Deutsche Bank SKYLINERS | 34 | 21 | 13 | 2.442 | 2.301 | 42  | playoffs          |
| 7.  | Brose Baskets Bamberg   | 34 | 19 | 15 | 2.508 | 2.373 | 38  | playoffs          |
| 8.  | Paderborn Baskets       | 34 | 18 | 16 | 2.607 | 2.563 | 36  | playoffs          |
| 9.  | Artland Dragons         | 34 | 18 | 16 | 2.633 | 2.606 | 36  |                   |
| 10. | TBB Trier               | 34 | 16 | 18 | 2.588 | 2.623 | 32  |                   |
| 11. | EnBW Ludwigsburg        | 34 | 16 | 18 | 2.307 | 2.432 | 32  |                   |
| 12. | Giants Düsseldorf       | 34 | 14 | 20 | 2.616 | 2.701 | 28  |                   |
| 13. | New Yorker Phantoms     | 34 | 14 | 20 | 2.452 | 2.455 | 28  |                   |
| 14. | WALTER Tigers Tübingen  | 34 | 14 | 20 | 2.566 | 2.638 | 28  |                   |
| 15. | Köln 99ers              | 34 | 11 | 23 | 2.486 | 2.628 | 22  |                   |
| 16. | Giants Nördlingen       | 34 | 11 | 23 | 2.466 | 2.619 | 22  |                   |
| 17. | LTi Gießen 46ers        | 34 | 8  | 26 | 2.400 | 2.644 | 16  | Descienden a ProA |
| 18. | Eisbären Bremerhaven    | 34 | 7  | 27 | 2.553 | 2.830 | 14  | Descienden a ProA |

### Playoffs
|  | Cuartos de final | Cuartos de final        | Cuartos de final | Cuartos de final      | Cuartos de final | Cuartos de final | Cuartos de final |    |               | Semifinales | Semifinales | Semifinales | Semifinales | Semifinales | Semifinales | Semifinales |                      |    | Final | Final | Final | Final | Final | Final | Final |  |
|  |                  |                         |                  |                       |                  |                  |                  |    |               |             |             |             |             |             |             |             |                      |    |       |       |       |       |       |       |       |  |
|  |                  |                         |                  |                       |                  |                  |                  |    |               |             |             |             |             |             |             |             |                      |    |       |       |       |       |       |       |       |  |
|  | 1                | ALBA Berlin             | 78               | 68                    | 77               | 80               | 66               |    |               |             |             |             |             |             |             |             |                      |    |       |       |       |       |       |       |       |  |
|  | 1                | ALBA Berlin             | 78               | 68                    | 77               | 80               | 66               |    |               |             |             |             |             |             |             |             |                      |    |       |       |       |       |       |       |       |  |
|  | 8                | Paderborn Baskets       | 71               | 71                    | 67               | 85               | 58               |    |               |             |             |             |             |             |             |             |                      |    |       |       |       |       |       |       |       |  |
|  | 8                | Paderborn Baskets       | 71               | 71                    | 67               | 85               | 58               |    | 1             | ALBA Berlin | 71          | 72          | 65          | 62          | 71          |             |                      |    |       |       |       |       |       |       |       |  |
|  |                  |                         |                  |                       |                  |                  |                  |    | 1             | ALBA Berlin | 71          | 72          | 65          | 62          | 71          |             |                      |    |       |       |       |       |       |       |       |  |
|  |                  |                         | 4                | Telekom Baskets Bonn  | 73               | 75               | 39               | 52 | 82            |             |             |             |             |             |             |             |                      |    |       |       |       |       |       |       |       |  |
|  | 5                | Telekom Baskets Bonn    | 4                | Telekom Baskets Bonn  | 73               | 75               | 39               | 52 | 82            | 71          | 71          | 82          |             |             |             |             |                      |    |       |       |       |       |       |       |       |  |
|  | 5                | Telekom Baskets Bonn    |                  |                       |                  |                  |                  |    |               |             |             | 82          |             |             |             |             |                      |    |       |       |       |       |       |       |       |  |
|  | 4                | Ratiopharm Ulm          | 62               | 69                    | 68               |                  |                  |    |               |             |             |             |             |             |             |             |                      |    |       |       |       |       |       |       |       |  |
|  | 4                | Ratiopharm Ulm          | 62               | 69                    | 68               |                  |                  |    |               |             |             |             |             |             |             | 4           | Telekom Baskets Bonn | 74 | 70    | 81    | 66    | 70    |       |       |       |  |
|  |                  |                         |                  |                       |                  |                  |                  |    |               |             |             |             |             |             |             |             | Telekom Baskets Bonn | 74 | 70    | 81    | 66    | 70    |       |       |       |  |
|  |                  |                         | 3                | EWE Baskets Oldenburg | 72               | 79               | 78               | 82 | 71            |             |             |             |             |             |             |             |                      |    |       |       |       |       |       |       |       |  |
|  | 3                | MEG Göttingen           | 3                | EWE Baskets Oldenburg | 72               | 79               | 78               | 82 | 71            | 84          | 69          | 60          | 68          |             |             |             |                      |    |       |       |       |       |       |       |       |  |
|  | 3                | MEG Göttingen           |                  |                       |                  |                  |                  |    |               |             |             | 60          | 68          |             |             |             |                      |    |       |       |       |       |       |       |       |  |
|  | 6                | Brose Baskets           | 76               | 76                    | 72               | 84               |                  |    |               |             |             |             |             |             |             |             |                      |    |       |       |       |       |       |       |       |  |
|  | 6                | Brose Baskets           | 76               | 76                    | 72               | 84               |                  | 7  | Brose Baskets | 74          | 58          | 85          |             |             |             |             |                      |    |       |       |       |       |       |       |       |  |
|  |                  |                         |                  |                       |                  |                  |                  | 7  | Brose Baskets | 74          | 58          | 85          |             |             |             |             |                      |    |       |       |       |       |       |       |       |  |
|  |                  |                         | 3                | EWE Baskets Oldenburg | 82               | 66               | 88               |    |               |             |             |             |             |             |             |             |                      |    |       |       |       |       |       |       |       |  |
|  | 7                | EWE Baskets Oldenburg   | 3                | EWE Baskets Oldenburg | 82               | 66               | 88               | 79 | 77            | 61          | 72          |             |             |             |             |             |                      |    |       |       |       |       |       |       |       |  |
|  | 7                | EWE Baskets Oldenburg   |                  |                       |                  |                  |                  |    |               |             |             |             |             |             |             |             |                      |    |       |       |       |       |       |       |       |  |
|  | 2                | Deutsche Bank Skyliners | 69               | 79                    | 50               | 69               |                  |    |               |             |             |             |             |             |             |             |                      |    |       |       |       |       |       |       |       |  |
|  | 2                | Deutsche Bank Skyliners | 69               | 79                    | 50               | 69               |                  |    |               |             |             |             |             |             |             |             |                      |    |       |       |       |       |       |       |       |  |
|  |                  |                         |                  |                       |                  |                  |                  |    |               |             |             |             |             |             |             |             |                      |    |       |       |       |       |       |       |       |  |

## Galardones
MVP de la temporada
- Jason Gardner, EWE Baskets Oldenburg

MVP de las Finales
- Rickey Paulding, EWE Baskets Oldenburg

Mejor jugador ofensivo
- Julius Jenkins, ALBA Berlin

Mejor jugador defensivo
- Immanuel McElroy, Alba Berlin

Entrenador del Año
- John Patrick, BG 74 Göttingen

Jugador más mejorado
- Roderick Trice, MEG Göttingen

Mejor jugador sub-22
- Per Günther, ratiopharm Ulm

Mejores quintetos de la BBL
| - Mejor quinteto: - G Jason Gardner, EWE Baskets Oldenburg - G Julius Jenkins, ALBA Berlin - F Rickey Paulding, EWE Baskets Oldenburg - F Jeff Gibbs, ratiopharm Ulm - C Chris Ensminger, Paderborn Baskets | - 2º mejor quinteto: - G Kyle Bailey, BG 74 Göttingen - G Roderick Trice, MEG Göttingen - F Immanuel McElroy, ALBA Berlin - F Predrag Šuput, Brose Bamberg - C Raško Katić, WALTER Tigers Tübingen |